# Zé Sérgio
José Sérgio Presti (São Paulo, Brasil, 8 de marzo de 1957), más conocido como Zé Sérgio, es un exjugador y actual entrenador de fútbol brasileño. En su etapa como jugador profesional se desempeñaba como delantero. 
Es padre de la atleta Thaissa Presti y primo del histórico futbolista Roberto Rivelino, campeón de la Copa Mundial de 1970.

## Selección nacional
Fue internacional con la selección de fútbol de Brasil en 25 ocasiones y convirtió 5 goles. Formó parte de la selección que obtuvo el tercer lugar en la Copa del Mundo de 1978, pese a no haber jugado ningún partido durante el torneo.

### Participaciones en Copas del Mundo
| Mundial                        | Sede      | Resultado    | Partidos | Goles |
| ------------------------------ | --------- | ------------ | -------- | ----- |
| Copa Mundial de Fútbol de 1978 | Argentina | Tercer lugar | 0        | 0     |

### Participaciones en Copas América
| Copa              | Sede          | Resultado    |
| ----------------- | ------------- | ------------ |
| Copa América 1979 | Sin sede fija | Tercer lugar |

## Clubes

### Como jugador
| Club          | País   | Año       |
| ------------- | ------ | --------- |
| São Paulo     | Brasil | 1976-1984 |
| Santos        | Brasil | 1984-1986 |
| Vasco da Gama | Brasil | 1986-1987 |
| Hitachi       | Japón  | 1988-1991 |

### Como entrenador
| Club                   | País   | Año       |
| ---------------------- | ------ | --------- |
| Kashiwa Reysol         | Japón  | 1995      |
| São Paulo sub-17       | Brasil | 2005-2011 |
| São Paulo sub-20       | Brasil | 2012      |
| Ponte Preta sub-20     | Brasil | 2012      |
| Ponte Preta (interino) | Brasil | 2012-2013 |
| Ituano sub-17          | Brasil | 2018      |
| Ituano sub-20          | Brasil | 2019      |

## Palmarés

### Como jugador

#### Campeonatos regionales
| Título              | Club          | País   | Año  |
| ------------------- | ------------- | ------ | ---- |
| Campeonato Paulista | São Paulo     | Brasil | 1980 |
| Campeonato Paulista | São Paulo     | Brasil | 1981 |
| Campeonato Paulista | São Paulo     | Brasil | 1984 |
| Campeonato Carioca  | Vasco da Gama | Brasil | 1987 |

#### Campeonatos nacionales
| Título                         | Club      | País   | Año  |
| ------------------------------ | --------- | ------ | ---- |
| Serie A                        | São Paulo | Brasil | 1977 |
| Japan Soccer League Division 2 | Hitachi   | Japón  | 1991 |

### Como entrenador

#### Campeonatos regionales
| Título                      | Club             | País   | Año  |
| --------------------------- | ---------------- | ------ | ---- |
| Campeonato Paulista Juvenil | São Paulo sub-17 | Brasil | 2006 |
| Copa 2 de Julio             | São Paulo sub-17 | Brasil | 2011 |